# Томминокеры: Проклятье подземных призраков
«Томминокеры» (англ. The Tommyknockers) — американский мини-сериал 1993 года, экранизация одноимённого романа Стивена Кинга.

## Сюжет
В небольшом городке Новой Англии Бобби Андерсон нашла необычный объект, который оказался космическим кораблём. Вскоре жители городка, попавшие под его влияние, начинают преображаться.

## В ролях
- Джимми Смитс — Джим «Гард» Гарденер
- Марг Хелгенбергер — Роберта «Бобби» Андерсон
- Джон Эштон — Бутч Дагган
- Эллис Бисли — помощник шерифа Бека Полсон
- Роберт Кэррадайн — Брайант Браун
- Джоанна Кэссиди — шериф Рут Меррилл
- Энни Корли — Мари Браун
- Клифф Де Янг — Джо Полсон
- Трейси Лордз — Нэнси Восс
- Э. Г. Маршалл — Эв Хиллман
- Чак Генри — Чез Стюарт
- Леон Вудс — Хилли Браун
- Пол Макайвер — Дейви Браун
- Ивонн Лоули — Мейбл Нойс
- Билл Джонсон — Элт Баркер
- Джон Стимсон — Барни Эпплгейт
- Рик Лекингер — Джинглс
- Питер Роули — Бентон Роудс
- Джон Самнер — мистер Эрберг
- Элизабет Хоуторн — Патриция Маккэрдл
- Крэйг Паркер — студент-бармен
- Кай Хельгенбергер — Перл
- Хелен Медлин — 2-й невропатолог
- Джим Макларти — доктор Этеридж
- Дэниел Бибер — мальчик
- Тимоти Бартлетт — мистер Эллисон
- Кэрин Малхус — томминокер